# Deep Space Transport
Deep Space Transport (transport pour l'espace lointain) est un projet de vaisseau spatial que l'agence spatiale américaine, la NASA, étudie depuis 2017 pour la deuxième phase de son programme Lunar Orbital Platform-Gateway (LOP-G). Ce vaisseau de 41 tonnes environ, s'il est développé, sera chargé de transporter des équipages vers la planète Mars en faisant la navette entre l'orbite lunaire et l'orbite martienne.

## Le programme Lunar Orbital Platform-Gateway
La NASA maîtrise actuellement les missions avec équipage à destination de l'orbite terrestre basse (Station spatiale internationale). Pour envisager des missions avec équipage vers Mars qui nécessitent la maîtrise de technologies entièrement nouvelles et le développement de nouveaux engins spatiaux, elle propose en 2017 un programme en deux phases baptisé Lunar Orbital Platform-Gateway. La première phase a pour objectif de maîtriser les missions avec équipage à destination de l'espace interplanétaire en utilisant des technologies déjà disponibles. Les missions reposent sur l'utilisation d'engins en cours de développement : lanceur lourd SLS, vaisseau Orion. L'objectif est également de développer une station spatiale placée sur une orbite lunaire, desservie régulièrement par des vols venus de la Terre et qui doit servir de base de départ pour des missions avec équipage vers des destinations plus lointaines comme Mars réalisées dans le cadre de la deuxième phase du programme. 

## Rôle du Deep Space Transport
La deuxième phase du programme Lunar Orbital Platform-Gateway consiste à réaliser des missions spatiales habitées vers Mars. Le rôle du Deep Space Transport développé dans cet objectif sera de transporter les équipages entre l'orbite lunaire et l'orbite martienne. Ce vaisseau sera dans un premier temps lancé depuis la Terre et placé en orbite lunaire par le lanceur lourd de la NASA SLS dans sa version 1B capable de placer 101 tonnes en orbite terrestre basse. Son port d'attache sera désormais la station spatiale lunaire d'où il sera lancé pour accomplir sa mission martienne. Le Deep Space Transport est conçu pour être réutilisable plusieurs fois, la maintenance entre deux missions étant assurée depuis la station spatiale lunaire. L'étude réalisée par la NASA prévoit que le Deep Space Transport effectue un premier vol de qualification avec équipage en 2029 d'une durée de 300 à 400 jours en restant à proximité de la Lune.

## Caractéristiques techniques
Le Deep Space Transport a une masse de 41 tonnes. Il permet le transport de 4 personnes. L'énergie est fournie par des panneaux solaires produisant 40 kW qui alimentent une propulsion électrique expulsant du xénon. La propulsion comprend également des moteurs-fusées chimiques.